# Santovenia de Pisuerga
Santovenia de Pisuerga es un municipio y localidad española de la provincia de Valladolid, en la comunidad autónoma de Castilla y León. El término municipal tiene una población de 4703 habitantes (INE 2024). 

## Toponimia
El nombre de Santovenia se ha asociado habitualmente a una derivación de Santa Eugenia. En el caso concreto de Santovenia de Pisuerga, esta teoría cuenta con el respaldo de que las primeras referencias escritas a la localidad, en 1092, ya hablan del pago de Santa Eugenia, que estaría situado en el condado de Cabezón, entre Santa Cruz, desaparecido y La Overuela. Hasta la reforma de la nomenclatura municipal de 1916 el municipio se llamaba simplemente Santovenia. En dicha fecha su nombre fue modificado por el de Santovenia de Pisuerga.
Recibe el sobrenombre de «Ciudad del deporte» ya que desde el Ayuntamiento se lleva a cabo un proyecto para fomentar una multitud de actividades deportivas. Cada año se realizan diversas competiciones de fútbol y baloncesto, aunque actualmente se están fomentando más deportes como pádel, tenis, etc.

## Símbolos
El escudo y bandera municipales fueron aprobados oficialmente el 2 de octubre de 1998 y sus descripciones son las siguientes:

Escudo partido. 1º, de plata león rampante de gules coronado de oro. 2º, de plata león rampante de gules coronado de oro. Al timbre corona real cerrada'.

Bandera cuadrada, de proporciones 1:1, formada por un paño blanco con una franja azul ondada del ángulo inferior del asta al superior del batiente, con sendos leones rojos en los triángulos blancos.

## Demografía
Cuenta con una población de 4703 habitantes (INE 2024).
| Gráfica de evolución demográfica de Santovenia de Pisuerga entre 1842 y 2021 |
| |
| Población de derecho según los censos de población del INE Población de hecho según los censos de población del INEEn estos censos se denominaba Santovenia: 1842, 1857, 1860, 1877, 1887, 1897, 1900 y 1910 |

## Fiestas
El municipio presenta varios edificios de interés cultural, como la iglesia de San Juan Bautista o la ermita de Jesús Nazareno. En cuanto a las fiestas y tradiciones, la primera festividad que se celebra al año es la de Santa Águeda (5 de febrero), pero la principal y de mayor importancia es la de San Juan (24 de junio). La Comisión de Festejos organiza diferentes actividades a lo largo de los días consecutivos, como la Hoguera de San Juan, verbenas nocturnas o el Desfile de Carrozas y Disfraces. También se celebra San Juanín el último fin de semana de agosto, una reunión popular entre vecinos con gran variedad de actividades a lo largo del día.[cita requerida]